# Fehmarnbelt-alagút

A Fehmarnbelt-alagút (dánul: Femern Bælt-tunnelen) egy 18,1 kilométer hosszúságú, építés alatt álló közúti és vasúti alagút a Balti-tenger alatt a német Fehmarn sziget és a dán Lolland sziget között. Célja, hogy átszelje a Fehmarnbeltet az úgynevezett Vogelfluglinie részeként, amely közvetlen vasúti és közúti összeköttetés Koppenhága és Hamburg nagyvárosi területe között. Ha elkészül, a Fehmarnbelt Fixed Link a világ leghosszabb és legmélyebb kombinált közúti és vasúti alagútja lehet, amely a maga méreteihez képest példátlanul mélyen fekvő alagút. A tervezők szerint a Fehmarnbelten való átkelés jelenlegi 45 perces menetideje komppal a földalatti és időjárástól független átjárónak köszönhetően mintegy tíz perces tiszta menetidőre csökkenne.
Az építkezést a dán parlament 2015. április 28-án hagyta jóvá.  Miután a német oldalon az építési engedély jogi kifogások miatt sokáig függőben volt, a lipcsei szövetségi közigazgatási bíróság jogerős döntését követően 2020. november 3-tól a német oldalon is megszületett az építési jog. Az alapkőletételre a dán oldalon 2021. január 1-jén, a német oldalon 2021. november 29-én került sor.